# Pelecinus polyturator
Pelecinus polyturator es una avispa negra brillante grande (hasta 7 cm), la especie más común y familiar de la familia Pelecinidae. Los adultos beben néctar. Viven en campos de cultivo, bosques y jardines suburbanos a lo largo de América del Norte, Central y del Sur. Sus antenas son largas y las hembras tienen un metasoma articulado, cilíndrico y alargado. Son parasitoides que ponen sus huevos directamente en las larvas del escarabajo de junio (género Phyllophaga) enterrados en el suelo. Los adultos se pueden encontrar a finales del verano.
Algunas poblaciones de Pelecinus polyturator son partenogénicas; Las hembras no requieren la fertilización de los machos para reproducirse y pueden producir machos y hembras. Las hembras son comunes en todo su rango, pero los machos son raros en los Estados Unidos y Canadá, especialmente en algunas poblaciones, y más comunes en el sur.